# Masaka
Masaka – miasto w południowej Ugandzie; stolica dystryktu Masaka. Liczy 74,1 tys. mieszkańców. Leży na zachód od Jeziora Wiktorii.
W mieście rozwinął się przemysł spożywczy oraz obuwniczy.
Jest stolicą diecezji Masaka.